# 櫟擬白輪盾介殼蟲
櫟擬白輪盾介殼蟲（学名：Pseudaulacaspis brideliae）为盾介殼蟲科擬白輪盾介殼蟲屬下的一个种。